# Hăghiac (gmina Dofteana)
Hăghiac – wieś w Rumunii, w okręgu Bacău, w gminie Dofteana. W 2011 roku liczyła 1261 mieszkańców.